# 呂三十五型潜水艦
| 呂三十五型潜水艦（中型） | 呂三十五型潜水艦（中型）                                                |
| ------------------------ | ----------------------------------------------------------------------- |
| 呂50潜                   |                                                                         |
| 艦級概観                 |                                                                         |
| 艦種                     | 二等潜水艦                                                              |
| 艦名                     |                                                                         |
| 前級                     | 呂三十三型潜水艦（海中6型）                                             |
| 次級                     | -                                                                       |
| 性能諸元                 |                                                                         |
| 排水量                   | 基準：960トン 常備：1,109トン 水中：1,447トン                           |
| 全長                     | 80.50m                                                                  |
| 全幅                     | 7.05m                                                                   |
| 吃水                     | 4.07m                                                                   |
| 機関                     | 艦本式22号10型ディーゼル2基 電動機、2軸 水上：4,200馬力 水中：1,200馬力 |
| 速力                     | 水上：19.8kt 水中：8.0kt                                                |
| 航続距離                 | 水上：16ktで5,000海里 水中：5ktで45海里                                 |
| 燃料                     | 重油                                                                    |
| 乗員                     | 61名                                                                    |
| 兵装                     | 40口径8cm高角砲1門 25mm機銃連装1基2挺 53cm魚雷発射管 艦首4門 魚雷10本   |
| 備考                     | 安全潜航深度：80m                                                       |

呂三十五型潜水艦（ろさんじゅうごがたせんすいかん）は、大日本帝国海軍の潜水艦の艦級。中型潜水艦、あるいは省略して中型、潜中とも呼ばれる。または海中7型と呼ぶ文献もある。海中型系列の最終型。同型艦18隻。17隻が戦没した。

## 概要
プロトタイプと位置付けた前型（海中6型）の戦時量産型であるが、実際の建造では設計の改正が必要となり、全長で7mほど長くなるなど別設計の艦となった。主機も変更され出力がアップしたため、速力は19.8ノットに増加している。兵装はほとんど変わらず、機銃が13mm単装から25mm連装になった程度である。局地防衛・哨戒といった様々な任務に対応でき、運動性も悪くない手頃な中型潜水艦で用兵側にも好評だった。
本型は1941年（昭和16年）の戦時計画（マル臨計画）で9隻が建造され、1942年（昭和17年）から翌年に掛けてのマル急計画では12隻計画され8隻竣工、更にマル追計画では15隻が計画されたが1隻のみ竣工、結局1943年（昭和18年）から翌年にかけて18隻が竣工した。また改⑤計画では43隻の建造が計画されたが全て建造取り止めとなった。
建造所は三菱神戸、佐世保工廠、三井玉野造船所で建造された。特に三井玉野では最初で最後の潜水艦建造となったが、量産効果で最終艦は1年弱で建造されている。
太平洋戦争中期以降の竣工のため主に中部太平洋方面で哨戒、補給路攻撃、輸送などの任務に従事した。戦果は駆逐艦、輸送艦など数隻を撃沈した。だが、18隻中1隻を残してすべて戦没した。内海で訓練の後に第一線に投入し初陣で戦没、竣工から数ヶ月で喪失という例も多かった。

## 同型艦
呂号第三十五潜水艦
1943年（昭和18年）3月25日竣工（三菱神戸）。1943年（昭和18年）8月25日 エスプリッツサント付近で米駆逐艦の攻撃を受け戦没。
呂号第三十六潜水艦
1943年（昭和18年）5月27日竣工（三菱神戸）。1944年（昭和19年）7月12日 サイパン付近で米駆逐艦の攻撃を受け戦没。
呂号第三十七潜水艦
1943年（昭和18年）6月30日竣工（佐世保海軍工廠）。1944年（昭和19年）1月22日 ニューヘブライズ方面で米駆逐艦の攻撃を受け戦没。
呂号第三十八潜水艦
1943年（昭和18年）7月24日竣工（三菱神戸）。1944年（昭和19年）1月2日 ギルバート方面で喪失と認定。
呂号第三十九潜水艦
1943年（昭和18年）9月12日竣工（三菱神戸）。1944年（昭和19年）2月4日 ウォッゼ島付近で米駆逐艦の攻撃を受け戦没。
呂号第四十潜水艦
1943年（昭和18年）9月28日竣工（三菱神戸）。1944年（昭和19年）2月16日 クェゼリン付近で米駆逐艦の攻撃を受け戦没。
呂号第四十一潜水艦
1943年（昭和18年）11月26日竣工（三菱神戸）。1945年（昭和20年）3月23日 沖縄付近で米駆逐艦と交戦、潜行不能状態となった後に体当たり攻撃を敢行し、戦没した。82人が艦と運命をともにした。
呂号第四十二潜水艦
1943年（昭和18年）8月31日竣工（佐世保海軍工廠）。1944年（昭和19年）6月11日 マーシャル付近で米護衛駆逐艦の攻撃を受け戦没。
呂号第四十三潜水艦
1943年（昭和18年）12月16日竣工（三菱神戸）。1945年（昭和20年）2月27日 硫黄島付近で艦載機の攻撃を受け戦没。
呂号第四十四潜水艦
1943年（昭和18年）9月13日竣工（三井玉野）。1944年（昭和19年）6月16日 エニウエトク島付近で米護衛駆逐艦の攻撃を受け戦没。
呂号第四十五潜水艦
1944年（昭和19年）1月11日竣工（三菱神戸）。1944年（昭和19年）5月1日 トラック南方で艦載機と米駆逐艦の攻撃を受け戦没。
呂号第四十六潜水艦
1944年（昭和19年）2月19日竣工（三井玉野）。1945年（昭和20年）4月25日 沖縄南東で艦載機の攻撃を受け戦没。
呂号第四十七潜水艦
1944年（昭和19年）1月31日竣工（三菱神戸）。1944年（昭和19年）9月26日 パラオ北東で米護衛駆逐艦の攻撃を受け戦没。
呂号第四十八潜水艦
1944年（昭和19年）3月31日竣工（三菱神戸）。1944年（昭和19年）7月15日 サイパン方面で沈没と認定。
呂号第四十九潜水艦
1944年（昭和19年）5月19日竣工（三井玉野）。1945年（昭和20年）4月15日 沖縄方面で沈没と認定。
呂号第五十潜水艦
1944年（昭和19年）7月31日竣工（三井玉野）。1946年（昭和21年）4月1日 五島列島沖で海没処分。
第392号艦～第395号艦　呂号第五十一潜水艦～呂号第五十四潜水艦
マル急計画により建造が計画されたが、戦局の悪化により建造中止。
呂号第五十五潜水艦 [II]
1944年（昭和19年）9月30日竣工（三井玉野）。1945年（昭和20年）2月7日 ルソン島西方で米護衛駆逐艦の攻撃を受け戦没。
呂号第五十六潜水艦 [II]  ←呂号第七十五潜水艦から改名
1944年（昭和19年）11月15日竣工（三井玉野）。1945年（昭和20年）4月9日 沖縄南東で米護衛駆逐艦らの攻撃を受け戦没。

## 潜水隊の変遷
当初は呂35、呂36、呂37が第六艦隊直卒となり、南太平洋での哨戒・輸送任務に従事した。1943年（昭和18年）10月31日に呂36、呂37は第11潜水戦隊での練成を終えた呂38と共に1個潜水隊を編成した。舞鶴鎮守府に配備されたため舞鎮の固有番号を与えられて第34潜水隊となった。以降の姉妹艦は全て第34潜水隊に編入された。呂35は潜水隊を編成する機会がないまま戦没している。

### 第三十四潜水隊
第六艦隊直卒の呂36・呂37、第11潜水戦隊での練成を終えた呂38の3隻で編成。戦局の推移と共に南太平洋からフィリピン方面、沖縄方面と行動範囲を移しており、編入艦も多岐にわたる。終戦の日に解隊された。
1943年(昭和18年)10月31日：呂36、呂37、呂38で編成。第六艦隊。
1943年(昭和18年)11月30日：第11潜水戦隊より呂42、呂44を編入。
1943年(昭和18年)12月25日：第11潜水戦隊より呂39を編入。
1943年(昭和18年)12月31日：第34潜水隊司令清水太郎大佐。
1944年(昭和19年)1月2日：ギルバート諸島方面で呂38亡失認定。4月30日除籍。
1944年(昭和19年)1月15日：第11潜水戦隊より呂40を編入。
1944年(昭和19年)1月22日：サンタクルーズ諸島南西沖で呂37戦没。4月30日除籍。
1944年(昭和19年)2月2日：ウオッゼ付近で呂39戦没(清水司令戦死)。4月30日除籍。
1944年(昭和19年)2月16日：クェゼリン北西沖で呂40戦没。4月30日除籍
1944年(昭和19年)3月5日：第11潜水戦隊より呂41を編入。
1944年(昭和19年)3月10日：第11潜水戦隊より呂43を編入。
1944年(昭和19年)4月7日：第34潜水隊司令山田隆大佐。
1944年(昭和19年)4月10日：第11潜水戦隊より呂45を編入。
1944年(昭和19年)5月1日：トラック南方沖で呂45戦没。7月10日除籍。
1944年(昭和19年)5月14日：第11潜水戦隊より呂47を編入。
1944年(昭和19年)6月11日：クェゼリン北東沖で呂42戦没(山田大佐戦死)。8月10日除籍
1944年(昭和19年)6月13日：サイパン東方沖で呂36戦没。8月10日除籍。
1944年(昭和19年)6月16日：エニウェトク東方で呂44戦没。8月10日除籍。
1944年(昭和19年)6月23日：第11潜水戦隊より呂46を編入。
1944年(昭和19年)7月3日：第11潜水戦隊より呂48を編入。
1944年(昭和19年)7月12日：（兼）第34潜水隊司令楢原省吾大佐。
1944年(昭和19年)7月15日：サイパン方面で呂48亡失認定。10月10日除籍。
1944年(昭和19年)7月19日：楢原司令戦死。
1944年(昭和19年)8月10日：解隊された第22潜水隊より伊177を編入。
1944年(昭和19年)9月12日：第34潜水隊司令松村寛治大佐。
1944年(昭和19年)9月26日：パラオ北東沖で呂47戦没。翌年3月10日除籍。
1944年(昭和19年)10月3日：パラオ北西沖で伊177戦没(松村司令戦死)。翌年3月1日除籍。
1944年(昭和19年)10月20日：第33潜水隊より呂109、呂112を編入。
1944年(昭和19年)11月5日：第11潜水戦隊より呂50を編入。
1944年(昭和19年)11月10日：第11潜水戦隊より呂49を編入。
1945年(昭和20年)1月4日：第11潜水戦隊より呂55を編入。
1945年(昭和20年)2月5日：第34潜水隊司令揚田清猪大佐。
1945年(昭和20年)2月7日：ルソン島近海で呂55戦没。5月10日除籍。
1945年(昭和20年)2月10日：第11潜水戦隊より呂56を編入。
1945年(昭和20年)2月11日：ルソン海峡で呂112戦没。5月10日除籍。
1945年(昭和20年)2月20日：第8潜水戦隊より呂115(書類上在籍)を編入。
1945年(昭和20年)2月27日：硫黄島北西沖で呂43戦没。4月10日除籍。
1945年(昭和20年)3月23日：沖縄南東沖で呂41戦没。5月25日除籍。
1945年(昭和20年)4月1日：揚田司令離任。呉鎮守府部隊第19潜水隊より伊156、伊162、伊165を編入。
1945年(昭和20年)4月9日：沖縄西方沖で呂56戦没。5月25日除籍。
1945年(昭和20年)4月15日：沖縄方面で呂49亡失認定。5月25日除籍。
1945年(昭和20年)4月20日：解隊された第19潜水隊より伊157、伊158、伊159を編入。
1945年(昭和20年)4月25日：沖大東島南南西沖で呂109戦没。6月10日除籍。
1945年(昭和20年)4月29日：沖大東島沖で呂46戦没。6月10日除籍。
1945年(昭和20年)5月10日：呂115除籍。
1945年(昭和20年)6月15日：第11潜水戦隊より伊201、伊202を編入。
1945年(昭和20年)6月27日：サイパン東方沖で伊165戦没。9月15日除籍。
1945年(昭和20年)7月1日：第16潜水隊より波103、波105を編入。
1945年(昭和20年)8月15日：解隊。残存艦は第15潜水隊に転出。以降は第15潜水隊の項に譲る。